# أحمد عبد القادر (مدرب كرة قدم)
أحمد عبد القادر (مواليد 10 نوفمبر 1968) مدرب كرة قدم أردني ولاعب كرة قدم سابق يدرب حالياً منتخب الأردن. درب سابقاً نادي شباب الأردن وأستطاع الفوز معهم بالدوري الأردني للمحترفين وكأس الاتحاد الآسيوي عام 2007 .

## روابط خارجية
- أحمد عبد القادر على موقع قاعدة بيانات كرة القدم.إي يو (الإنجليزية)